# 赤羚
赤羚（學名：Kobus kob）是一種分布于从塞内加尔至苏丹共和国撒哈拉以南非洲的羚羊。它们主要的生活环境是北部的草原，其中在乌干达默奇桑瀑布国家公园和伊丽莎白女王国家公园、刚果民主共和国加兰巴国家公园和维龙加国家公园以及苏丹南部的草原上出现比较多。
赤羚站立時肩高約70-100厘米，體重80-100公斤。背部呈橙紅色，漸淡至腹部及四肢的白色。在眼有白圈圍繞，而腿上則有黑紋。雄性的赤羚有著短少的環狀角，約长50厘米，向外少許的孤出呈「S」形狀。
赤羚生活於潮濕的區域上，如氾濫平原，在這裡牠們以草為糧食。牠們是白天活動的動物，但在每天最熱的時間則不會活動。牠們生活在尤雌兽及其幼兽或者仅由雄兽组成的群中，每群數約為5-40頭不等，有些族群甚至達至1000頭。
乌干达国徽上有乌干达赤羚（Kobus kob thomasi）的图像。苏丹和埃塞俄比亚的白耳赤羚（Kobus Kob leucotis）进行大规模迁徙。

## 迁徙
苏丹南部的上百万白耳赤羚每年迁徙1500千米。经过了25年的内战（2005年1月停火）有人担心它们可能数量大大减少，但是2007年1月人们观察到巨大的迁徙群：
日复一日地看到成千上万的白耳赤羚在飞机下跑，就好像是我死后做了一个不可思议的梦一样。—《國家地理學會》，
有可能在没有人类干涉的情况下兽群恢复得比想象的快。

## 行为
雄性是會保護領土的，領土直径不超过30米，其它的雄兽则在周边建立邻近的领土。一般这样的领土群不超过15头雄兽。並維持約1星期。雄兽會在其领土内繞行巡邏，不斷的尖叫，一般它们在一个领土内只待一星期后就会移到别处，一般整个领土群的雄兽会一起迁移。

## 繁殖
雌兽于13个月后性成熟，雄兽需要18个月达到性成熟。性成熟后的雄兽会离开它们原来的群参加一个雄兽群。赤羚的怀孕期为7.5至9个月。一般来说它们随时可能出生，但是在比较干旱的地区大多数幼兽出生于雨季末（九月至十二月）。
出生后幼兽在一开始的六周内不能行走，此后能够跟从它们的目前。六至七个月后它们断奶。